# 新昌原站
新昌原站（：／ Sinchangwon yeok */?）是鎮海線沿線的一座鐵路車站，位於韓國庆尚南道昌原市義昌區車龍洞。设有专用线通往現代Rotem昌原工厂。

## 历史
- 1961年4月1日：落成使用，车站名称是龍原站（용원역）。
- 1981年1月15日：改为现名。

## 相鄰車站
韓國鐵道公社
鎮海線
昌原－新昌原－南昌原